# لونوویلا
لونوویلا (به لاتین: Lunuwila) یک منطقهٔ مسکونی در سری‌لانکا است که در استان شمال غربی، سری‌لانکا واقع شده‌است.